# 1366 Piccolo
Az 1366 Piccolo (ideiglenes jelöléssel 1932 WA) a Naprendszer kisbolygóövében található aszteroida. Eugène Joseph Delporte fedezte fel 1932. november 29-én.